# Corallofungus
Corallofungus is een monotypisch geslacht van schimmels behorend tot de familie Hydnaceae. Het bevat alleen Corallofungus hatakeyamanus.